# WMF認定ジュニアヘビー級王座
WMF認定ジュニアヘビー級王座は、WMFが管理、認定していた王座。

## 歴史
2003年7月25日、WMF後楽園ホール大会で行われた初代王座決定トーナメントに優勝した足立知也が初代王者になった。
2008年8月31日、WMFの解散により封印。

## 歴代王者
| 歴代  | 選手     | 防衛回数 | 獲得日付      | 獲得場所 （対戦相手・その他）   |
| ----- | -------- | -------- | ------------- | ------------------------------- |
| 初代  | 足立知也 | 2        | 2003年7月25日 | 後楽園ホール アジアン・クーガー |
| 第2代 | Hi69     | 0        | 2004年2月1日  | 千葉Blue Field                  |
| 第3代 | GENTARO  | 0        | 2004年2月1日  | 千葉Blue Field                  |
| 第4代 | 怨霊     | 0        | 2004年2月11日 | 後楽園ホール                    |
| 第5代 | GOEMON   | 1        | 2005年4月1日  | 新木場1stRING 封印              |